# Aeroportul Lynn Lake
Aeroportul Lynn Lake (IATA: YYL, ICAO: CYYL) este un aeroport din Manitoba, Canada ce deservește zona Lynn Lake⁠(d). Aeroportul a fost tranzitat în 2014 de 0 pasageri. A fost numit după zona deservită.
Situat la o altitudine de 357 m, aeroportul dispune de o singură pistă.